# 亲爱的义祁君
《亲爱的义祁君》（英語：My Dear Destiny），前名：《丑妃驾到》，2020年中国大陆古装剧，背景为羲和 (神氏)时代。由林青、刘嘉慧编剧、沈金飞执导，张思帆、胡意旋领衔主演，2018年7月开机。於2020年5月18日在优酷首播。优酷会员每周二20点更新4集，非会员每周二三20点更新2集；6.10起会员尊享付费超前点播，每周多看4集。台灣OTT平台LiTV 線上影視、MyVideo全套上架。

## 劇情概要
闌州大陸的鄔鏃聖女米七七，劫難重生附身「失憶」王妃，與孤傲腹黑的義祁王呂敖爆笑相戀後，面對三族的腥風血雨，兩人攜手平三族安天下，締造了一段傳奇絕美的玄幻愛情故事 。

## 演员表

### 主要演员
| 演員   | 角色           | 介紹                                                                               |
| 张思帆 | 吕敖（義祁王） | 义祁君上，傲娇闷骚，强势孤傲，武艺高强。平时行事谨慎，滴水不漏。                   |
| 胡意旋 | 米七七丑清璃   | 古灵精怪的元气少女，是个没心没肺的乐天派。脑洞极大，经常上演脑内小剧场，超级颜控。 |

### 其他演员
| 演員   | 角色         | 介紹                                                                                       |
| 李歌洋 | 吕澈（稷王） | 英俊潇洒，翩翩公子。心思缜密，喜怒不形于色。天性风流，才华横溢，在朝中风评极好。喜欢米七七 |
| 温碧霞 | 高太妃       | 表面温和宽厚，实则老谋深算、心狠手辣。                                                     |
| 胡文喆 | 巫即         | 温润如玉，暖心睿智。是米七七青梅竹马。                                                     |
| 张蓝艺 | 凌千思       | 西岐王贵妃。性格骄纵善妒，嚣张跋扈。为人自恋，贪恋权势，最为看重自己的美貌。               |
| 王倩   | 三生花       | 巫族新任族长。长相美艳的御姐，本性八面玲珑，野心极大，行事心狠手辣。                       |
| 张悦楠 | 羚           | 刁蛮任性，率性洒脱，喜欢看热闹。热情大胆， 心思单纯，敢爱敢恨。喜欢巫即                    |
| 王子彤 | 连翘         | 從小到大皆跟隨在丑清璃身邊的小侍女。                                                       |

## 原聲帶歌曲
| 曲序 | 曲目               |                | 作曲           | 编曲     | 製作人 | 演唱        |
| ---- | ------------------ | -------------- | -------------- | -------- | ------ | ----------- |
| 1.   | 无悔（片頭曲）     | 袁大巍、李晓璇 | 李晓璇、袁大巍 | 宇宏     | 袁大巍 | 叶炫清      |
| 2.   | 如若归期（片尾曲） | 孙宏家         | 杜婧荧         | 牛子健   | 袁大巍 | 颜丙沂      |
| 3.   | 爱字劫（插曲）     | 张畅、张鹏鹏   | 李晓璇、袁大巍 | 欧阳荞宇 | 袁大巍 | 董贞、 余枫 |
| 4.   | 誓爱（插曲）       | 林乔           | 李建衡         | 宇宏     | 袁大巍 | 曾一鸣      |